# 八穀增一
鹿豹座4，又名BD+56 973，HD 30121、SAO 24829、HR 1511，是鹿豹座的一颗恒星，视星等为5.3，位于銀經151.27，銀緯7.54，其B1900.0坐标为赤經4h 39m 40.2s，赤緯+56° 7.54′ 47″。